# Federazione Cure Palliative (FCP) Onlus
Federazione Cure Palliative (FCP) Onlus viene fondata a Milano il 6 aprile 1999 come Organizzazione di 2° livello per iniziativa di 22 Organizzazioni Non Profit (ONP) già attive da anni nel settore delle cure palliative con l'intento di creare un soggetto che potesse recepire i bisogni e le problematiche delle ONP attive sul territorio ed esserne un'unica autorevole voce.
FCP rappresenta un buon esempio di aggregazione e sinergia di forze diverse finalizzate ad obiettivi comuni. I suoi Soci non sono persone fisiche ma Organizzazioni Non Profit (Associazioni, Fondazioni, ETS, ecc.) diffuse su tutto il territorio nazionale: ad oggi la Federazione riunisce tra i suoi soci 117 ETS sia di tipo erogativo che di puro volontariato, in cui operano oltre 5000 volontari in tutta Italia impegnati a diverso livello nel vasto campo delle cure palliative, dell'assistenza ai malati ed ai loro familiari.
Federazione, per facilitare il dialogo e coordinare le attività tra i diversi stakeholder e i soggetti attivi nelle Cure Palliative nei diversi territori, si avvale di Coordinamenti Regionali. Ad oggi ne sono stati istituiti 5: Lombardia, Piemonte, Sicilia, Toscana e Veneto.
Federazione collabora attivamente con la Società Italiana di Cure Palliative.

## Scopo
La Federazione persegue il fine della solidarietà umana e sociale nei confronti di tutte le persone affette da malattie inguaribili e dei loro familiari, a tutela del diritto di accesso alle cure palliative. I nostri principali ambiti di attività sono la cura, l’assistenza sociale e socio sanitaria, la formazione e l'informazione.
L'obiettivo è quello di essere punto di riferimento a livello nazionale per la cura e il sostegno alle persone inguaribili e alle loro famiglie, promuovendo la dignità e il rispetto della persona malata fino al termine della vita.
Si propone di svolgere attività di corretta divulgazione e sensibilizzazione oltre che di scambio di notizie e di informazioni utili a migliorare la qualità dei servizi erogati sul territorio, sia in assistenza domiciliare sia nelle strutture residenziali (hospice) e a tutelare i diritti dei cittadini e l'applicazione delle normative di riferimento.

## Vision
Una comunità nella quale siano garantite dignità e qualità di vita a chi non può guarire. Sempre.
La Vision attinge ai valori che da sempre accompagnano il lavoro di FCP: impegno, efficienza, creatività, solidarietà, responsabilità, rispetto e servizio verso gli altri.
- Una comunità forte centrata sulla persona
- Il riconoscimento del valore etico e sociale delle Cure Palliative
- La possibilità di vivere la malattia in maniera dignitosa alleviando la sofferenza
- L’accesso universale a tutti coloro che ne hanno bisogno

## Mission
Operiamo per il pieno sviluppo del movimento delle Cure Palliative sul territorio nazionale, sostenendo gli Enti del Terzo Settore al fine di responsabilizzare comunità, organizzazioni e istituzioni.